# Animal Collective
Animal Collective est un groupe de rock expérimental américain, originaire de Baltimore, dans le Maryland. Formé en 2000, le groupe combine folk psychédélique, influences noisy et post-pop. Il est constitué d'Avey Tare (alias David Porter), Panda Bear (Noah Lennox), Deakin (Josh Dibb) et Geologist (Brian Weitz), des amis de longue date qui se sont connus lors de leurs études primaires et secondaires à Baltimore (Maryland). Animal Collective est aussi le fondateur du label Paw Tracks sur lequel sont parues certaines de leurs productions ainsi que celles d'artistes comme Ariel Pink et Peppermints.

## Biographie

### Origines
Le groupe se forme à partir d'une amitié d'enfance dans le comté de Baltimore, dans le Maryland. Noah Lennox et Josh Dibb s'y rencontrent et deviennent amis durant leur second grade (l'équivalent du CE1 dans le système éducatif français). Lennox déménage ensuite dans l'État de Pennsylvanie où il entre au lycée, tandis que Dibb poursuit ses études dans la Park School of Baltimore, aux côtés de David Portner et de Brian Weitz, fraîchement arrivé de Philadelphie. D'après Lennox, ils ont tous bénéficié d'un enseignement progressiste au sein de leurs écoles respectives, qui considéraient l'imagination et l'expression artistique personnelle comme une méthode d'éducation en soi. Weitz et Portner commencent la musique à l'âge de 15 ans, motivés par leur passion commune pour le groupe Pavement et pour les films d'horreur. Leur répertoire musical comporte des reprises de chansons de Pavement ou de The Cure ainsi que la chanson Poison de Bell Biv Devoe ou encore Seasons in the Sun de Terry Jacks. Après avoir rencontré Dibb, ils créent un groupe de rock indie baptisé Automine avec des camarades d'école (Brendan Fowler et David Shpritz). À cette époque, ils font leurs premières expériences en matière de drogues psychédéliques (LSD notamment), et commencent à improviser en jouant. À l'âge de 16 ans, Portner écrit et interprète une chanson avec le groupe Automine; intitulée Penny Deadfuls, on la retrouvera plus tard sur le premier album d'Animal Collective, Spirit They're Gone, Spirit They've Vanished.
C'est entre leur 11e et 12e grade (l'équivalent de la première et de la terminale), après s'être entendu dire que leur musique ressemblait à celle de Syd Barrett du temps de Pink Floyd et à celle de Grateful Dead à ses débuts, et après avoir lu une critique d'un disque de Climax Golden Twins, qu'ils commencent à découvrir la musique psychédélique avec des groupes proches de la musique Krautrock, comme Silver Apples et Can. Pendant ce temps, Dibb présente Lennox à Portner et à Weitz, et les quatre jouent ensemble de la musique avec divers arrangements et souvent avec des solos, créant de nombreux enregistrements personnels, les échangeants et partageant des idées. Utilisant pour la première fois de la batterie dans leurs production, Weitz et Portner créent un duo baptisé Wendy Darling, dont la musique est inspirée de Bandes Originales de films d'horreur comme Massacre à la tronçonneuse ou Shining, en particulier des compositeurs György Ligeti et Krzysztof Penderecki.
Portner se souvient : « Nous n'avions jamais entendu parler de la musique expérimentale à cette époque, nous ne savions pas que les gens faisaient de la musique avec des textures et des sons à l'état pur. Donc on a commencé à faire ça nous-même au lycée, des fonds sonores de guitares qui bourdonnent et des pédales qui décalaient les sons, et nous qui criions dans les micros. » Petit à petit, leur musique se rapproche de ce qui devait plus tard être celle d'Animal Collective.
Lennox et Dibb font tous les deux leurs études supérieures dans la région de Boston (université de Boston et université Brandeis), tandis que Portner et Weitz étudient dans des écoles à New York (université de New York et université Columbia). C'est à cette époque que Lennox et Dibb commencent à assembler les débuts de l'album de Lennox (Panda Bear), à partir de la multitude d'enregistrements que Lennox avait fait les années précédentes; ils créent à cette occasion leur propre label, Soccer Star Records, pour le produire.

### Premiers albums
Ne supportant pas sa nouvelle vie d'étudiant à la NYU, Portner, accompagné de Weitz, retourne à Maryland chaque été pour voir Lennox et Dibb et jouer de la musique avec eux. À cette époque Portner travaille également sur un disque, qui va finalement devenir Spirit They're Gone, Spirit They've Vanished. Portner demande à Lennox de jouer de la batterie sur ce disque et ils enregistrent ensemble avec du piano et des guitares acoustiques durant l'été 1999. Le reste de l'année, Portner retourne au Maryland chaque fin de semaine pour enregistrer et finir le mixage. L'album sort finalement dans l'été qui suit, sous le nom de Avey Tare and Panda Bear. Le label Soccer Star est également changé en Animal, avec l'intention de promouvoir la musique produite par les quatre musiciens.

### Merriweather Post Pavilion

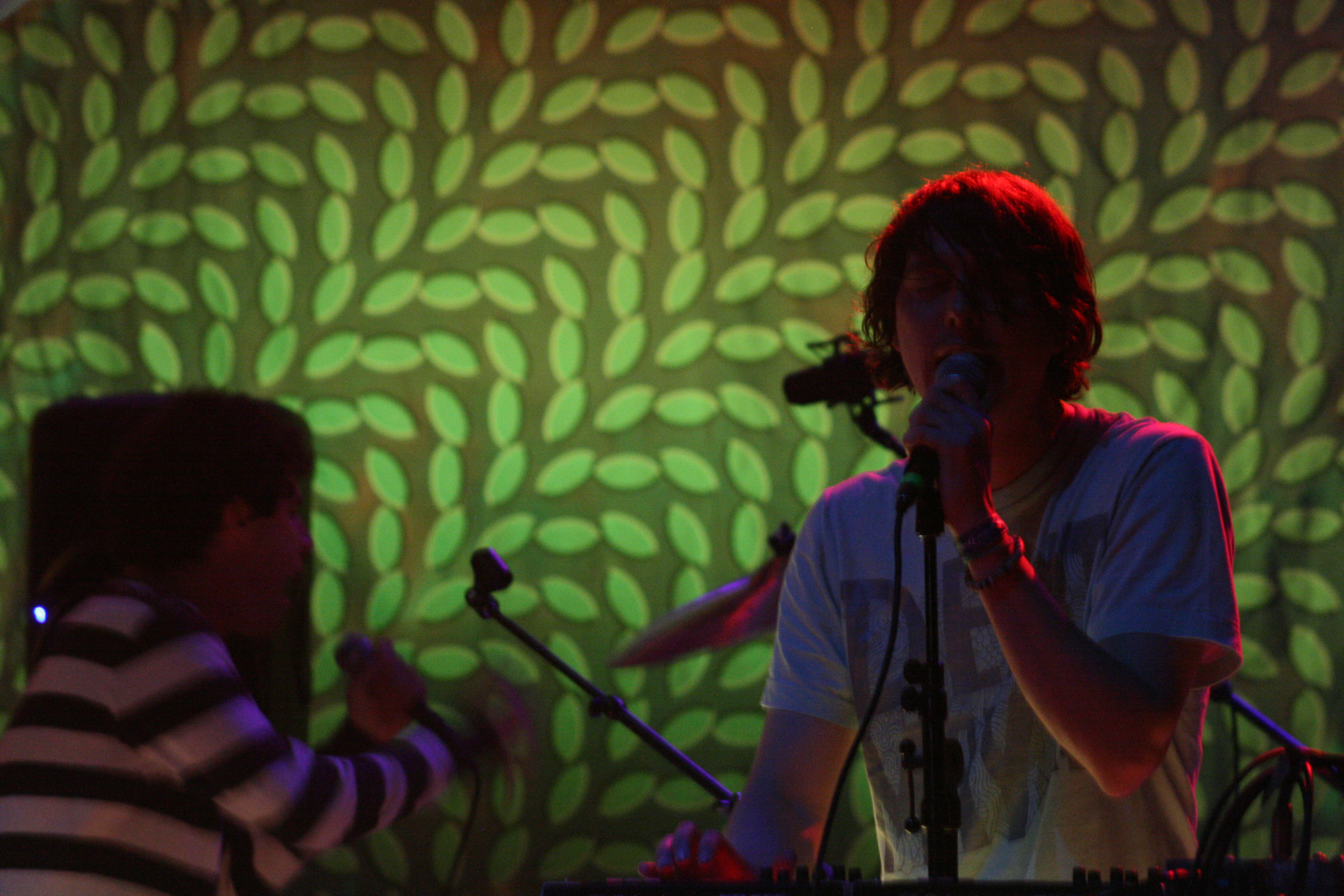
En tournée en juin 2009.

Le groupe tourne intensément en 2007, en Amérique et en Europe. Au début de mai 2007, le groupe enregistre des morceaux live post-Strawberry Jam. Ces morceaux sont écrits pendant deux semaines intenses, des mois avant la sortie de Strawberry Jam.
Le 12 mars 2008, l'EP Water Curses filtre le 8 mai 2008. Le 9 avril, le morceau Water Curses est publié au format numérique. Au début de 2008, et; sans Dibb, le collective entre en studio pour enregistrer son huitième album. L'album, Merriweather Post Pavilion, d'après le lieu homonyme, est officiellement annoncé sur leur site web le 5 octobre 2008 et publié le 6 janvier 2009. Le premier single extrait de l'album est My Girls. Le groupe prévoit ensuite de tourner en Europe et aux US en 2009, notamment pour le ATP New York Festival, où Lennox joue aussi en solo sous le nom de Panda Bear.
Le 7 mai 2009, le groupe fait sa seconde apparition télévisée au Late Show with David Letterman, jouant le single Summertime Clothes de Merriweather Post Pavilion. La vidéo accompagne la sortie du single le 7 juillet 2009, et comprend aussi des remixes de Zomby (Hyperdub), Dâm-Funk (Stones Throw), et L.D.. La sortie de l'EP Fall Be Kind suit le 8 décembre, et comprend Graze et I Think I Can, puis What Would I Want? Sky. Il inclut aussi On a Highway et Bleed

### ODDSAC
Pendant quatre ans, le groupe travaille sur ODDSAC, un album visuel, avec Danny Perez à la direction des clips pour les singles Who Could Win a Rabbit et Summertime Clothes. Le film est diffusé en avant-première au Sundance Film Festival le 26 janvier 2010. ODDSAC est diffusé dans les salles de cinéma nord-américains et en Europe au printemps 2010, suivi par la sortie du DVD en août.
Sans parler des tournées néo-zélandaise et australienne en décembre 2009, le groupe prévoit de faire une pause, hors des tournées, pendant deux ans pour se consacrer aux enregistrements studio. Le 13 novembre, Panda Bear annonce une brève tournée européenne pour son album solo au début de 2010.
Le 4 mars 2010, Animal Collective collabore de nouveau avec Danny Perez sur un morceau visuel intitulé Transverse Temporal Gyrus au Solomon R. Guggenheim Museum de New York, célébrant son 50e anniversaire. Deux ans plus tard, ils annoncent la sortie d'un collage studio-live sous format vinyle 12" le 21 avril pour le Record Store Day 2012.

### Centipede HzetPainting With

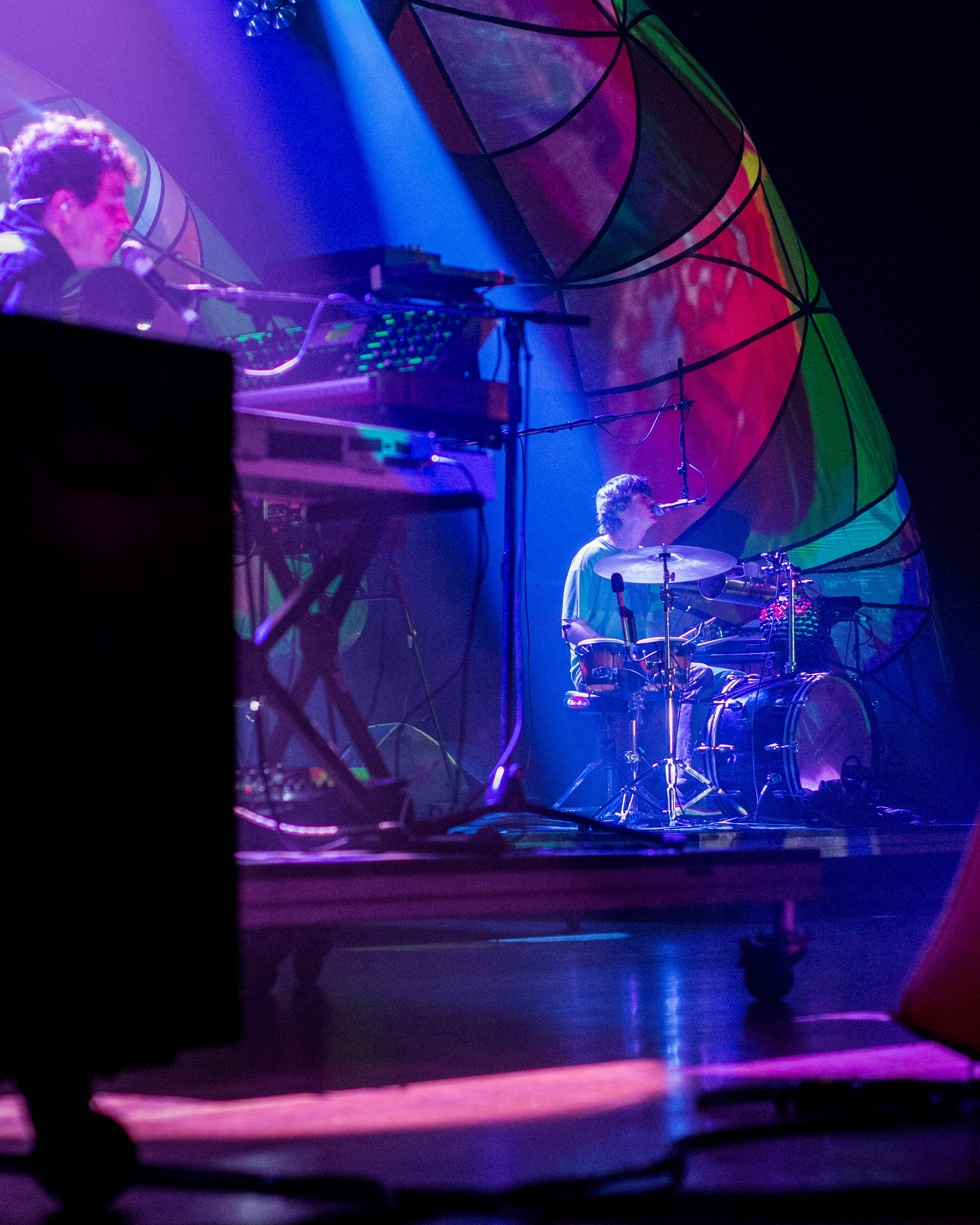
Animal Collective en octobre 2013.

Pendant plusieurs entretiens à la moitié de 2010, Lennox et Portner annoncent un éventuel nouvel album d'Animal Collective et la possibilité d'enregistrer de nouveaux morceaux avant de partir en tournée, non pas sur le long terme. Portner révèle que le groupe pourrait revenir à Baltimore pour y écrire de la musique.
Vers la fin octobre 2010, All Tomorrow's Parties annonce une tournée britannique en tête d'affiche pour Animal Collective en mai 2011. À la fin novembre 2010, Deakin est annoncé de nouveau au sein du groupe. Avant de commencer une nouvelle tournée européenne pour 2011,les membres jouent brièvement en Californie, puis au Coachella Music Festival. En concert, le groupe avait déjà écrit tous les morceaux nécessaires prêts à être enregistré,. Le 18 avril 2011, Animal Collective est annoncé en concert le 9 juillet 2011 au Merriweather Post Pavilion pour leur huitième album.
Le 6 mai 2012, ils annoncent un disque 7" chez Domino Records, intitulé Honeycomb / Gotham|Honeycomb" / Gotham. Ces morceaux sont publiés sur le site web. Une semaine après, Animal Collective sort un clip indiquant la sortie de leur nouvel album, Centipede Hz, pour septembre 2012.

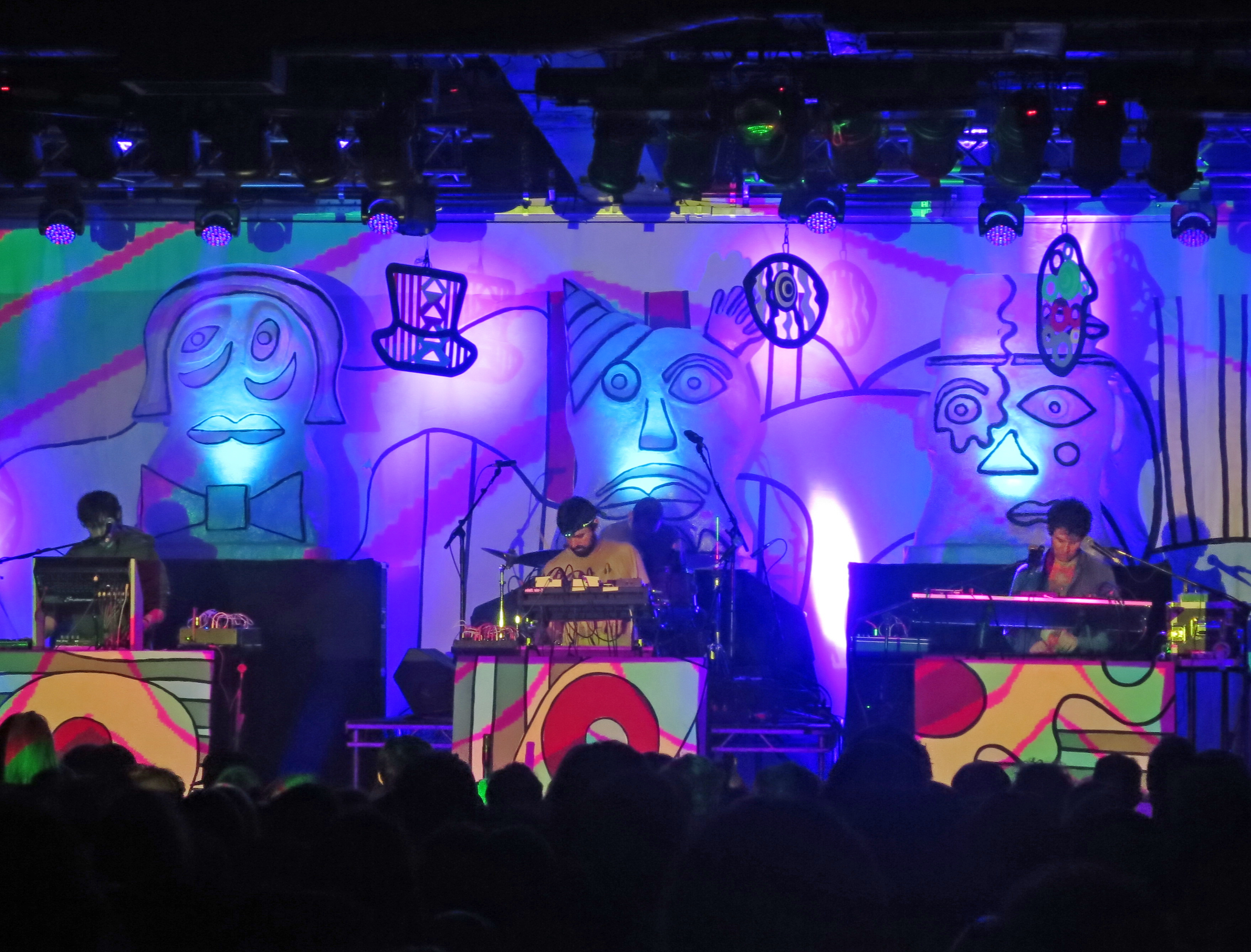
Animal Collective en tournée Painting With, en 2017.

Le 15 juillet 2015, les EastWest Studios annoncent que le groupe a terminé son album au Studio 3. L'album est publié en février 2016. Le 16 novembre, le groupe sort Mountain Game, un morceau rejeté de la bande son du jeu vidéo Red Dead Redemption. Le 1er septembre 2015, le groupe annonce un album live, Live at 9:30 sorti en version trois disques limité sur les plateformes de ventes en ligne en septembre 2015.
Le 14 février 2017, le groupe annonce la sortie de l'EP The Painters pour le 17. Il comprend deux morceaux enregistrés pendant les sessions de Painting With ainsi qu'une reprise de Jimmy Mack de Martha and The Vandellas,. Le 21 mars 2017, le groupe annonce sur Instagram la sortie de l'EP Meeting of the Waters pour le Record Store Day 2017. Il est enregistré au Brésil par Avey Tare et Geologist en 2016. Le 19 mars 2018, Animal Collective annonce une tournée durant laquelle Portner et Lennox joueront Sung Tongs (2004) dans son intégralité. Cette tournée est suivie par une performance en 2017 au 21e anniversaire de Pitchfork durant lequel ils jouent un album live, et au Music Box à la Nouvelle-Orléans.

## Origine des pseudonymes
- Avey Tare (Dave Portner) : Avey correspond à Davey (diminutif de Dave) sans le D initial, et Tare viendrait du fait qu'il a ainsi « déchiré » (tear en anglais) son nom. Il n'y aurait apparemment pas de jeu de mots avec le terme « avatar »
- Panda Bear (Noah Lennox) : Enfant, Noah enregistrait des cassettes avec un 4-pistes, et sur la première d'entre elles il a dessiné un panda.
- Geologist (Brian Weitz) : Quelqu'un croyait qu'il avait étudié la géologie à l'université, alors qu'il s'agissait en réalité de biologie. Le surnom lui est resté.
- Deakin (Josh Dibb) : Il avait l'habitude d'envoyer à Avey Tare de longues lettres dans un style évoquant les romans du XIXe siècle, en les signant invariablement "Conrad Deacon".

## Discographie

### Albums studio
Crédité "Avey Tare & Panda Bear"
- 2000 : Spirit They're Gone, Spirit They've Vanished (Domino Records)

Crédité "Avey Tare, Panda Bear & Geologist"
- 2001 : Danse Manatee (Domino Records)
- 2002 : Hollinndagain (Domino Records)

Crédité "Campfire Songs"
- 2003 : Campfire Songs (Domino Records)

Crédité "Animal Collective"
- 2003 : Here Comes the Indian (Paw Tracks)
- 2004 : Sung Tongs (Fat Cat Records)
- 2005 : Feels (Fat Cat Records)
- 2007 : Strawberry Jam (Domino Records)
- 2009 : Merriweather Post Pavilion (Domino Records)
- 2012 : Centipede Hz (Domino Records)
- 2016 : Painting With (Domino Records)
- 2018 : Tangerine Reef (Domino Records)
- 2021 : Crestone (Bande Originale du Film) (Domino Records)
- 2022 : Time Skiffs (Domino Records)
- 2023 : Isn't It Now? (Domino Records)
- 2024 : Sung Tongs: Live at the Theatre at Ace Hotel (Domino Records)

### EP
- 2005 : Prospect Hummer (Fat Cat Records), avec Vashti Bunyan
- 2006 : People (Fat Cat Records)
- 2008 : Water Curses (Domino Records)
- 2009 : Fall Be Kind (Domino)
- 2013 : Monkey Been to Burn Town (Domino Records)
- 2017 : The Painters (Domino Records)

### Singles
- Who Could Win a Rabbit (2004, Fat Cat Records)
- Grass (2005, Fat Cat Records)
- The Purple Bottle (2006, White Label)
- Peacebone (21 août 2007, Domino)
- My Girls (2009, Domino)
- Summertime Clothes (2009, Domino)
- Honeycomb (2012, Domino)

### Split CD
- Wastered, avec Black Dice (2004, Paw Tracks)

### Participation
- Electric Gypsyland 2, remix du morceau Oi Bori Sujie de Koçani Orkestar

### Solo et projets parallèles
Panda Bear
- Panda Bear (1998, Soccer Star)
- Young Prayer (2004, Paw Tracks)
- I'm Not/Comfy in Nautica (single) (2005, UUAR)
- Bros (single) (2006, FatCat Records)
- Carrots (single) (2007, Paw Tracks) (avec le groupe Excepter)
- Person Pitch (2007, Paw Tracks)
- Take Pills (single) (2007, Paw Tracks)
- Tomboy (vinyl) (2010, Paw Tracks)
- You Can Count On Me (2010, Domino Records)
- Last Night At The Jetty (2010, FatCat Records)

Terrestrial Tones (Avey Tare et Eric Copeland de Black Dice)
- Blasted (2005, Psych-o-Path records)
- Oboroed/Circus Lives (2005, UUAR)
- Dead Drunk (2006, Paw Tracks)

Jane (Panda Bear et Scott Mou)
- Paradise (2002, Self-released)
- COcOnuts (2002, Psych-o-Path records)
- Berserker (album) (2005, Paw Tracks)

Avey Tare
- Crumbling Land (avec David Grubbs, 2003, (FatCat Records)
- Down There, 2010, (Paw Tracks)
- Eucalyptus, 2017, (Domino Records)
- Cows On Hourglass Pond, 2019, (Domino Records)

Avey Tare and Kría Brekkan
- Pullhair Rubeye (2007, Paw Tracks)

Avey Tare's Slasher Flicks
- Enter the Slasher House (2014, Domino Records)